# Manchioneal
Manchioneal, wioska rybacka położona w regionie Portland na wschodnim krańcu wyspy Jamajka. 
Nazwa miasta pochodzi od rosnących tu drzew manchineel (łac. Hippomane mancinella).
Tutaj został uruchomiony jeden z pierwszych portów obsługujących handel bananami na Jamajce .

## Atrakcje turystyczne
- plaża Reach Falls.
- plaża Ennises Bay[2].